# Cis argentinus
Cis argentinus es una especie de coleóptero de la familia Ciidae.

## Distribución geográfica
Habita en Buenos Aires (Argentina).